# 1923年香港
|        | 香港歷史 \| 香港歷史年表                                                                                                   |
| 世紀： | 19世紀香港 \| 20世紀香港 \| 21世紀香港                                                                                     |
| 年代： | 1890年代香港 \| 1900年代香港 \| 1910年代香港 \| 1920年代香港 \| 1930年代香港 \| 1940年代香港 \| 1950年代香港               |
| 年份： | 1919年香港 \| 1920年香港 \| 1921年香港 \| 1922年香港 \| 1923年香港 \| 1924年香港 \| 1925年香港 \| 1926年香港 \| 1927年香港 |
| 紀年： | 癸亥年（猪年）、香港開埠82周年                                                                                             |

## 大事記
- 1月1日，當局頒佈實施《僱用童工法條例》。[1]
- 1月5日，一名老婦於新界大埔元朗墟一未編門牌之屋內被人殺死。
- 1月16日，國民黨元老胡漢民及革命家葉夏聲抵港。
- 2月15日，立法局通過《取締蓄婢新例》。
- 2月17日，國父孫中山與外交顧問陳友仁乘郵輪抵港。[1]
- 2月18日，香港巴色總會成立，1952年改稱基督教香港崇真會。
- 2月20日，孫中山在香港大學發表演說。
- 2月23日，九廣鐵路列車在廣州附近被劫。[1]
- 3月13日，永平輪遇劫。
- 3月18日，孫中山在廣州發表演說，論述與港英政府改善關係的必要性。
- 4月11日，定例局非官守議員伍漢墀病逝，年僅46歲。[1]
- 5月25日，和平紀念碑揭幕。
- 7月5日，九廣鐵路列車再次在廣州附近遇劫。
- 7月6日，一艘運沙船在西環沉沒，造成11死1生還。[2]
- 7月8日：
  - 一艘客船在長洲沉沒，釀成約30人喪生。[3]
  - 飛電小輪在西環鹹魚欄碼頭沉沒，5死75生還。[4]
- 7月22日，七號最高風球（今十號颶風信號）懸掛近18.5小時[5][6]，無傷亡。
- 8月18日，皇家香港天文台於同一年再度懸掛七號風球近6小時[7][8]，水陸人命房屋損失嚴重，共約100人罹難。
- 8月28日，一名男子於油麻地吳淞街被人用斧頭砍傷面部、胸部及背部。
- 10月2日，廣永生金山莊東主盧焯雲在九如坊石級被人開槍擊斃。
- 11月5日，油麻地小輪公司成立。
- 12月5日，英輪肯高號在香港附近被劫。
- 本年：
  - 政府財政收入為2,478萬港元，支出2,157萬。[1]
  - 共有警察1,639人，其中華警916名、印警489名、歐警225名。[1]

## 出生人物
- 5月10日－霍英東，著名香港商人、慈善家及政治家，前全國政協副主席。